# Avermes
Avermes es una comuna francesa situada en el departamento de Allier, de la región de Auvernia.
Los habitantes se llaman Avermois.

## Geografía
Está ubicada en el norte de Moulins y forma parte de la aglomeración urbana de esta ciudad.

## Demografía
| 1 311 | 2 007 | 2 780 | 3 286 | 3 892 | 3 966 | 3 802 | 3 897 |
| Para los censos de 1962 a 1999 la población legal corresponde a la población sin duplicidades (Fuente: INSEE [Consultar]) |       |       |       |       |       |       |       |